# Togdheer (Fluss)
Der Togdheer (Somali: Wabi Togdheer, von tog für „Flussbett“ und dheer für „lang“) ist ein saisonal wasserführender Fluss im Norden Somalias (Somaliland).

## Verlauf
Das Wadi beginnt in den Vorbergen der Golis-Berge, etwa 20 km westlich von  Sheikh. Es verläuft südlich durch Burao und endet in den Ebenen im Osten von Togdheer und im Norden von Sool. Das Flussbett ist meist trocken, wird aber nach starken Regenfällen in den Bergen überflutet. Die Region Togdheer ist nach dem Fluss benannt.

## Abfluss
Es gibt wenige Aufzeichnungen über den Abfluss. Zwischen 1945 und 1950 wurde der Abfluss am Pegel in Burao gemessen. In diese Zeit traten durchschnittlich 33 Hochwasser pro Jahr auf. 85 % davon ereigneten sich zwischen Mai und September. Der Abfluss lag im Jahresdurchschnitt bei 1 m³/s.

## Nugaaleed-Tal
Der Togdheer ist einer von zwei Flüssen die durch das Nugaaleed-Tal fließen. Der untere Lauf des Wadis führt wieder gelegentlich Wasser. Es ist dort unter dem Namen  Nugaal bekannt.